# 디트로이트강

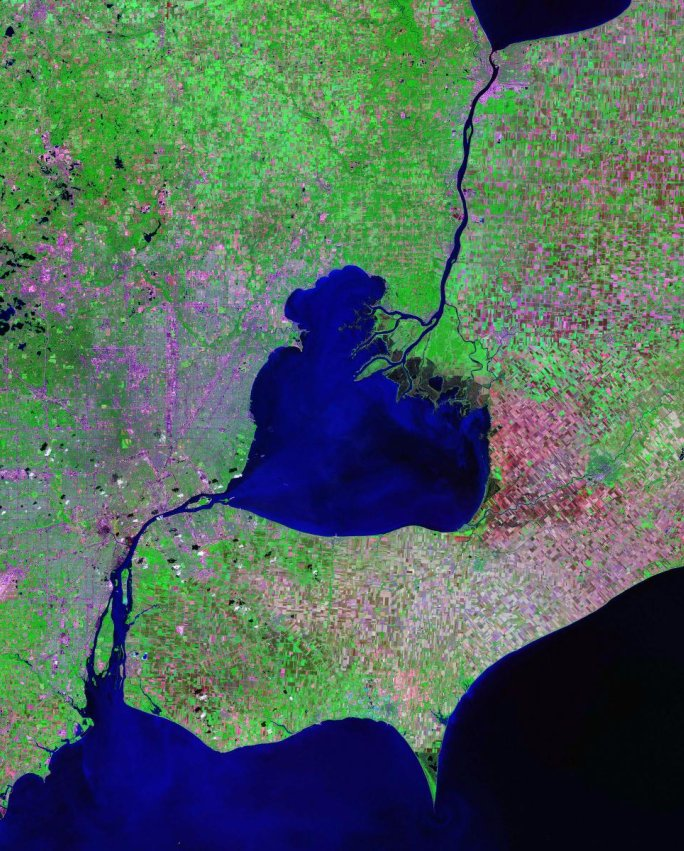
세인트클레어호의 위성 사진. 북쪽으로 휴런호에서 흘러나오는 세인트클레어강이, 남쪽으로 이리호로 흘러가는 디트로이트강이 보인다.

디트로이트강(Detroit River)은 오대호 수계의 강으로, 미국 미시간주의 디트로이트와 캐나다 온타리오주의 윈저를 지나 남서쪽과 남쪽으로 51 km를 흐르는 강이다. 프랑스어 Rivière du Détroit("해협의 강"이라는 뜻)에서 왔다. 세인트클레어호와 이리호의 두 호수를 잇는데서 유래했다. 너비가 1.5~2.5 km인 강 위에는 많은 다리와 터널이 건설되어 있다. 강에 있는 큰 섬들은 미시간주의 벨섬(디트로이트 시립공원)과 그로스섬(미국 해군기지와 공항이 있는 주거지역), 그리고 캐나다 온타리오주에 속해 있는 파이팅섬이다. 유람선과 오대호를 연결하는 선박들이 이 강을 자주 이용한다. 미국과 캐나다의 국경을 이룬다.

## 같이 보기
- 미국-캐나다 국경
- 르네상스 센터